# Trichogaster pectoralis
Trichogaster pectoralis Regan, 1910 è un pesce osseo d'acqua dolce appartenente alla famiglia Osphronemidae.

## Distribuzione e habitat
È endemico del bacino del Mekong in Asia sudorientale. Presente anche nel Chao Phraya. Risulta introdotto e naturalizzato in varie aree tropicali nel mondo tra cui la Colombia e quasi tutti i paesi tropicali asiatici, talvolta comportandosi come una pericolosa specie aliena e danneggiando le popolazioni ittiche autoctone.
Vive in ambienti con acque ferme o quasi, poco profonde e ricche di piante acquatiche. Comune nelle foreste inondate.

## Descrizione
Il corpo è piuttosto appiattito e compresso lateralmente. La pinna dorsale è unica: ha una parte anteriore di brevi raggi spinosi seguiti dalla
parte molle con raggi più lunghi. La pinna caudale è leggermente incisa al centro. Le pinne ventrali hanno il primo raggio allungatissimo (arriva alla pinna caudale), con funzioni sensoriali. Il corpo è coperto di fasce scure oblique e incrociate, talvolta poco visibili. Una fascia scura, più o meno continua o suddivisa in macchie allineate, va dall'occhio al peduncolo caudale. Misura fino a 25 cm per 500 grammi di peso, comunemente misura fino a 15 cm.

### Comportamento
È in grado di respirare aria atmosferica.

## Alimentazione
Prevalentemente vegetariano.

## Pesca
La carne di questo pesce è molto apprezzata nelle regioni di origine, viene consumata alla griglia o in zuppa. In Thailandia esiste un fiorente mercato di individui essiccati tra le zone di pesca della specie e le regioni dove questa non è presente. Viene inoltre allevato in piscicoltura sia per il mercato acquariofilo che come pesce da consumo.

## Acquariofilia
Può essere allevato negli acquari domestici anche se raggiunge dimensioni piuttosto grandi.

## Conservazione
La vastità dell'areale e l'acclimatazione della specie in aree estranee all'areale naturale fanno sì che questa specie sia considerata a rischio minimo. Alcune popolazioni tuttavia sono in diminuzione a causa dell'inquinamento (non tollerato da T. pectoralis) e della distruzione dell'habitat. Quasi tutti gli individui sul mercato, sia acquariofilo che alimentare, provengono da allevamenti.